# Ouchgouli
Ouchgouli (en géorgien უშგული) est une communauté de villages de Géorgie. Située à plus de 2 000 m d'altitude, elle est une des plus hautes localité d'Europe.

## Description
Ouchgouli est située à l'entrée de la gorge d'Engouri en Haute Svanétie, Géorgie. Elle comprend cinq villages qui s'étendent sur 2 km :
- Jibiani (ka), 2 100 m ;
- Tchvibiani (ka), 2 080 m ;
- Tchajachi, 2 160 m ;
- Mourqmeli (ka), 2 040 m ;
- Lamjourichi (ka), 2 160 m).

Les villages sont situés entre 2 100 et 2 200 m d'altitude ; situés au sud de la ligne de crête du Caucase, il s'agirait des plus hautes localités d'Europe. Ouchgouli repose au pied du Chkhara, le troisième plus haut sommet du Caucase. Environ 200 personnes vivent dans la région, suffisamment pour y maintenir une petite école. La zone est recouverte de neige six mois par an et la route menant à Mestia est souvent impraticable.

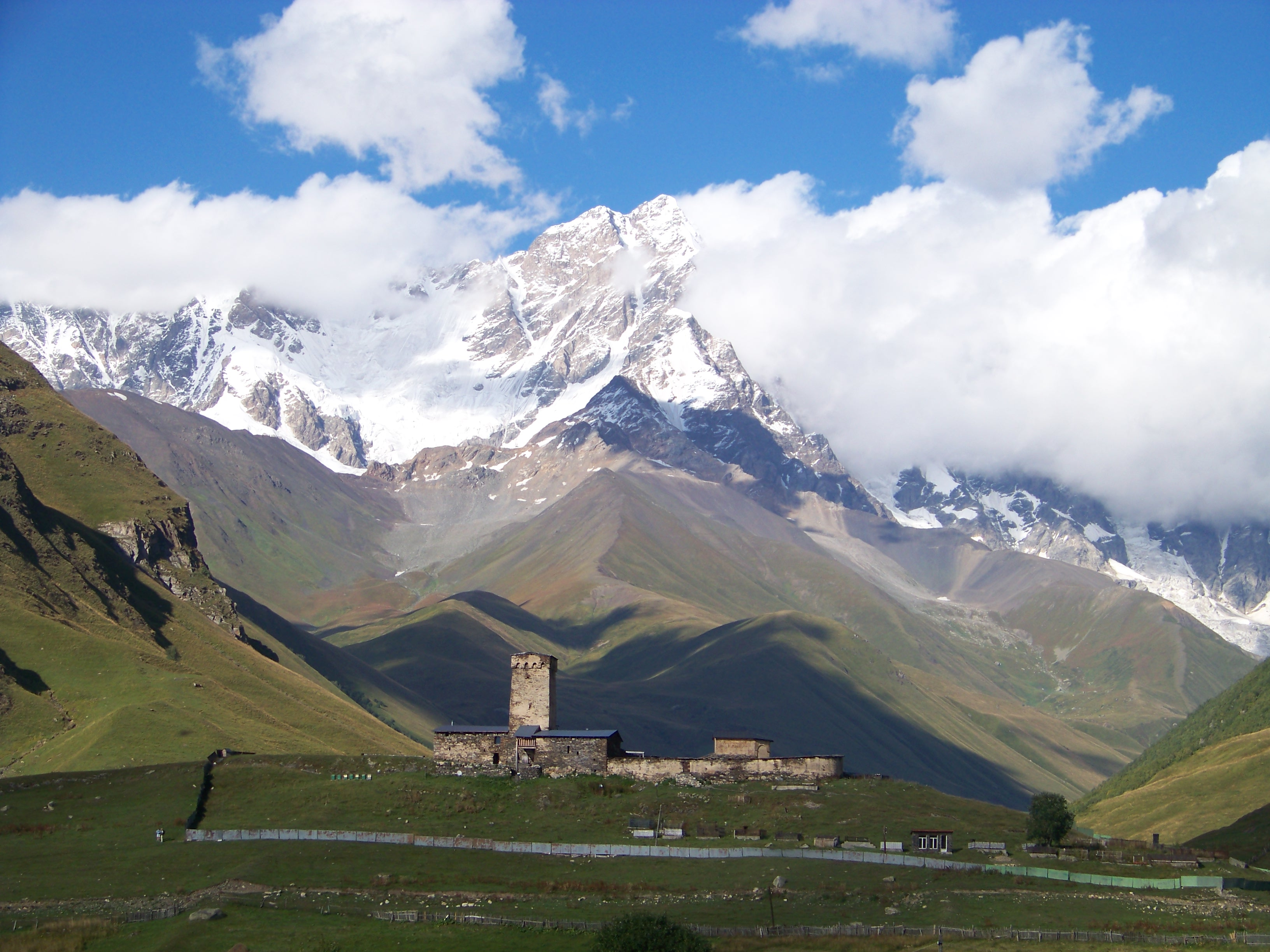
L'église de Lamaria.

## Architecture
Des tours de défense svanes typiques sont éparpillées dans les villages. L'église de Lamaria (en), érigée sur une colline près des habitations, date du Xe siècle.
Avec d'autres villages de Haute Svanétie, Ouchgouli est inscrite au patrimoine mondial par l'Unesco depuis 1996.

## Culture
Le documentaire de Mikhaïl Kalatozov, Le Sel de Svanétie, sorti en 1930, est filmé à Ouchgouli.

### Article lié
- Liste des plus hauts villages d'Europe